# Ramon Folc I de Cardona
Ramon Folc I de Cardona (?1040-Maldà, 1086) fou Vescomte de Cardona. Va ser fill de Folc I, vescomte d'Osona i de Guisla [de Barcelona] procedent de la nissaga vescomtal barcelonina i germana de Mir Geribert. La seva primera menció documental tingué lloc al testament del seu oncle patern, el bisbe Eribau d'Urgell, qui, en 1041 deixa els seus nebots Ramon i Folc sota la tutela d'Arnau Mir de Tost i de Bonfill de Fals (un dels fidels de la nissaga vescomtal osonenca), respectivament. Durant aquests anys, la seva mare actua com a tutora de les propietats familiars fins a 1053. En aquell any Ramon assoleix la majoria d'edat i afegeix al seu nom simple (Raimundus) un referent familiar (Fuchonis) i un referent toponímic al seu títol familiar (vescomte "de Cardona"). En aquell mateix any ens apareix ja maridat amb Ermessenda de Girona, filla de Grau de Cabrera i de la seva muller, Ermessenda, vescomtes de Girona. Després de realitzar una convenientia amb el presumpte assassí del seu pare, el bisbe Guillem Guifré d'Urgell (qui nega cap implicació amb l'assassinat de Folc, però, en canvi, satisfà Ramon Folc I amb diversos feus) el vescomte reorganitza les seves possessions familiars. el 20 de març de 1055 realitza el seu primer testament on menciona ja als seus castlans -és el primer noble català en fer-ho explícitament-, els caps de nissaga que gestinonen els seus castells (omnes meos castellanos), entre els qui es pot mencionar a Bermon Seniofré, Odó Radulf, Onofré Dach, Borrell Bonfill de Calaf o a l'abat Bernat de Sant Vicenç de Cardona.
Fou contemporani de Ramon Berenguer I i dels seus fills Ramon Berenguer II i Berenguer Ramon II. Durant la turbulenta etapa de cogovern dels dos fills de Ramon Berenguer I el vescomte Ramon Folc tragué partit de les disputes fratricides exigint feus i privilegis ara a l'un, ara a l'altre, a canvi de la seva fidelitat. Però a la mort de Ramon Berenguer II el 1082, es va posicionar públicament en contra del fratricida Berenguer Ramon II, liderant una campanya nobiliària a favor del futur Ramon Berenguer III, gest que, de fet, afavoria els interessos de l'alta noblesa catalana i afeblia el poder de la casa comtal Barcelonina.
Els seus interessos familiars i patrimonials l'aproparen també a la nissaga comtal d'Urgell, on fou marmessor testamentari del comte Ermengol en 1081.
Durant tots aquests anys Ramon Folc I dirigí un gran patrimoni familiar que es concentrava en tres nuclis patrimonials: la regió propera al castell de Rupit i a la ciutat de Vic, els voltants de la vila de Cardona i, finalment, les possessions castrals de la frontera meridional que, amb la marcada superioritat militar cristiana, s'havia revalorat enormement. El vescomte afermà la posició de la seva nissaga a la frontera, on controlava una vintena de castells gestionats per una xarxa de castlans fidels: Fals, Matamargó, Calonge, Castelltallat, Molsosa, Boixadors, Calaf, Pujalt o Gàver són algunes de les places que controla a la frontera, en plena i activa competència amb la Seu de Vic. Aquestes possessions tenien la possibilitat d'expandir-se naturalment cap al sud i, des de principis dels anys 80 del segle xi sembla que el vescomte havia fixat els seus interessos en aquesta empresa. en 1082 rebia dels comtes Ramon Berenguer i Mahalta la confirmació del seu domini sobre el castell de Maldà on el vescomte ordenava construir un castell finançat, en part, per les rendes de la sal de Cardona, segons hi consta en el seu testament redactat aleshores.
Ramon Folc de Cardona va morir víctima d'una incursió sarraïna al castell de Maldà en 1086. Els fidels que l'acompanyaven donaren testimoni de la seva mort en el camp de batalla i recolliren oralment la seva darrera voluntat que es corresponia en molts aspectes amb el que fou redactat a inicis dels anys 80. Fou el primer vescomte en tres generacions que decidí no deixar la seva dignitat vescomtal i patrimonial al seu germà i optà per fer-ho al seu net Bernat Amat (de Claramunt).
El vescomte Ramon Folc I fou un referent capital per als descendents de la seva nissaga pel seu prestigi polític i la seva habilitat en la gestió i increment del seu patrimoni. A partir de la seva mort, el seu nom fou associat a la nissaga vescomtal, de manera que l'antropònim "Ramon Folc" seria utilitzat en moltes ocasions per futurs vescomtes de Cardona fins a la creació de la dignitat comtal.

## Antecedents familiars
Fill de Folc I de Cardona, vescomte d'Osona, i de Guisla [de Barcelona], filla dels vescomtes de Barcelona.

## Núpcies i descendents
Es casà amb Ermessenda, de la nissaga vescomtal de Girona, i tingueren tres fills documentats:
- Ermessenda de Cardona, (c. 1055-1095) Casada amb Deodat de Claramunt. Durant el mandat del seu cunyat Folc II, qui heredà el títol vescomtal a la mort de Ramon Folc I, es gestionà la successió del títol i de les propietats vescomtals cap al fill d'Ermessenda i Deodat, anomenat Bernat Amat I de Cardona.
- Bermon (c. 1060-1083). És mencionat en 1075 ja com a major d'edat, puix que el seu pare el considerava apte per realitzar hostes et cavalcades. Desapareix de la documentació catalana en 1083. Sabem pel testament que redactà el seu pare en 1082 que es trobava ja aleshores en captivitat.
- Guisla de Cardona. No mencionada en 1091, quan ja apareix com a esposa de Guillem Ramon de Calders.